# Ozias Humphry
Ozias Humphry, o anche Ozias Humphrey (Honiton, 8 settembre 1742 – Hampstead, 9 marzo 1810), è stato un pittore e miniaturista britannico.
Tra i suoi allievi vi furono John Opie ed Henry Singleton.  

## Biografia

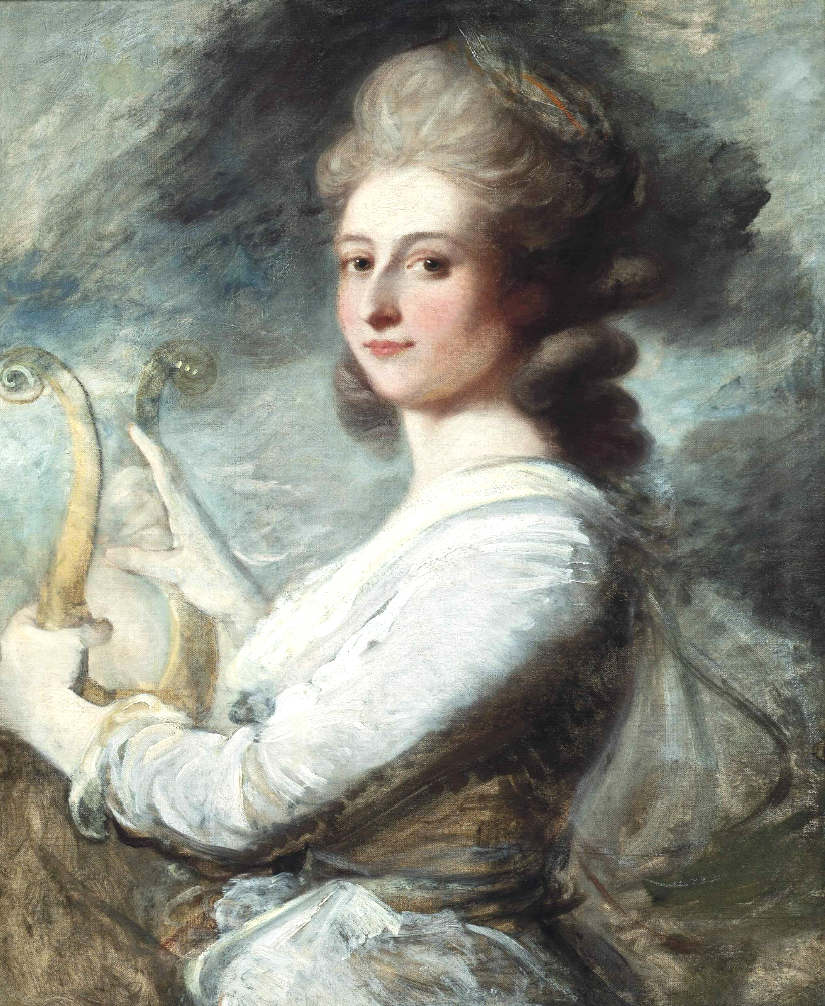
Ritratto della cantante lirica ed attrice Giovanna Sestini di Ozias Humphry, ritratta come Tersicore, Musa della Danza e del coro drammatico, in color lavanda e vestito bianco, mentre suona la lira

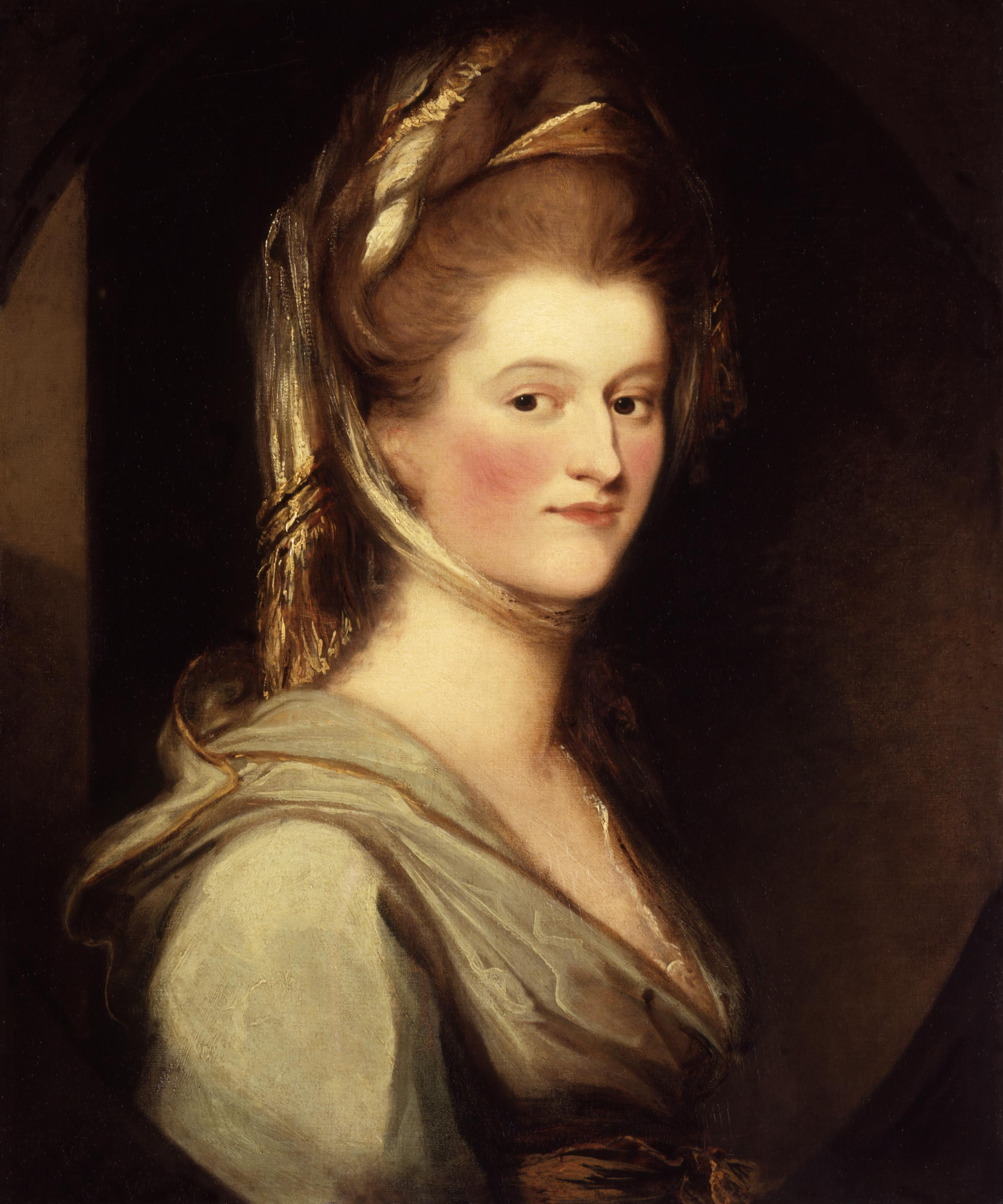
Marchesa di Anspach, di Ozias Humphry

### Nome
Humphry è il nome usato da lui stesso nelle sue firme nella parte posteriore della sua miniatura Charlotte, Princess Royal (1769; Castello di Windsor).
Questo è anche l'ortografia esposta nei cataloghi delle mostre annuali della Royal Academy dal 1779 al 1795.
L'ortografia più frequente della più comune forma Humphrey potrebbe essere dovuta ad un errore ma era già in uso durante la sua vita. Essa compare nei cataloghi della Royal Academy negli anni 1796 e  1797, come negli scritti di Horace Walpole e in quelli di John Thomas Smith.
Humphry è l'ortografia generalmente utilizzata oggi.

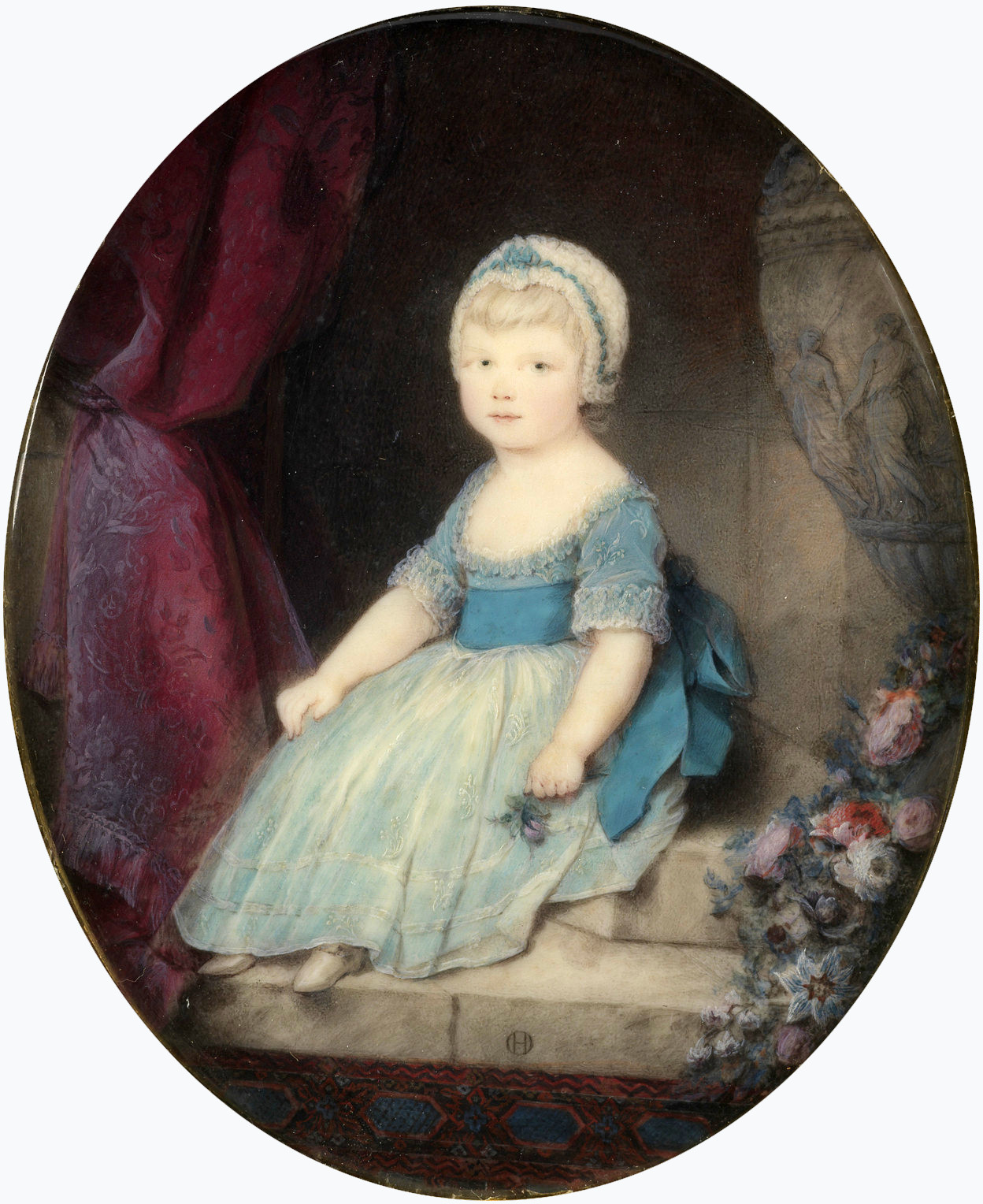
Carlotta, principessa reale, 1769, Castello di Windsor, di Humphry

### Formazione
Humphry nacque e frequentò la scuola ad Honiton, nel Devon. Fu attratto dalla galleria di stampe aperta da Charles Lennox, IV duca di Richmond e andò a Londra per studiare arte alla scuola di Shipley. Studiò arte anche a Bath, sotto Samuel Collins, subentrandogli nello studio nel 1762. A Bath alloggiava con Thomas Linley, il Vecchio. Come giovane artista, egli godette dell'incoraggiamento, tra gli altri, di Thomas Gainsborough e di Sir Joshua Reynolds. Il suo problema era la vista, che negli ultimi anni lo portò alla cecità, avendolo già costretto all'inizio degli anni 1790 a dipingere quadri ad olio ed a pastello di maggiori dimensioni

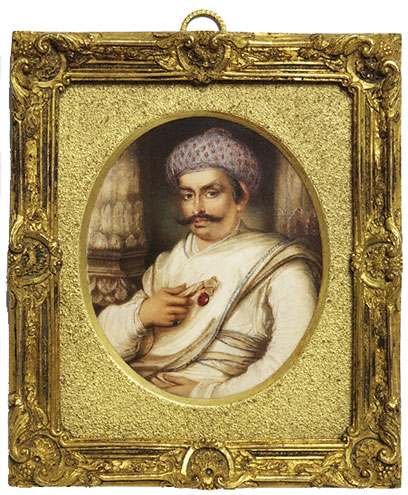
Ozias Humphry, RA, 1742-1810, ritratto di Hyder Beg Khan, datato 1786, colori ad acqua su avorio V&A Museum no. Evans 142 Victoria and Albert Museum, Londra

### In Italia
Ozias viaggiò in Italia nel 1773 con il suo grande amico George Romney, interrompendo il viaggio a Knole, presso Sevenoaks nel Kent, ove il duca di Dorset gli commissionò numerosi lavori. Giunto in Italia, vi rimase fino al 1777.
Al suo ritorno i suoi numerosi soggetti comprendevano George Stubbs (1777), il collega dell'Accademia Dominic Serres, il chimico Joseph Priestley e un ritratto che si sosteneva riguardare Jane Austen già dai primi anni 1790 (ma lo stile dell'abito fa pensare ad un periodo successivo), noto come il ritratto "Rice", secondo un successivo proprietario, sebbene questo abbia sempre avuto un'attribuzione controversa riguardo al modello. Esso non raggiunse il valore minimo in un'asta di Christie's dell'aprile 2007, e venne ritirato dalla vendita.
Ozias fu autore di un manoscritto di cinquanta pagine dal titolo A Memoir of George Stubbs, basato su quanto quest'ultimo gli aveva rivelato su di lui, ed è la sua sola biografia contemporanea. Esso venne stampato privatamente e pubblicato negli anni 1870 e poi nuovamente nel 2005.
Egli conobbe anche William Blake, che commissionò copie di alcuni dei suoi libri illustrati. Almeno una delle lettere indirizzategli da Blake costituisce un documento significativo per i biografi di Blake.

### In India

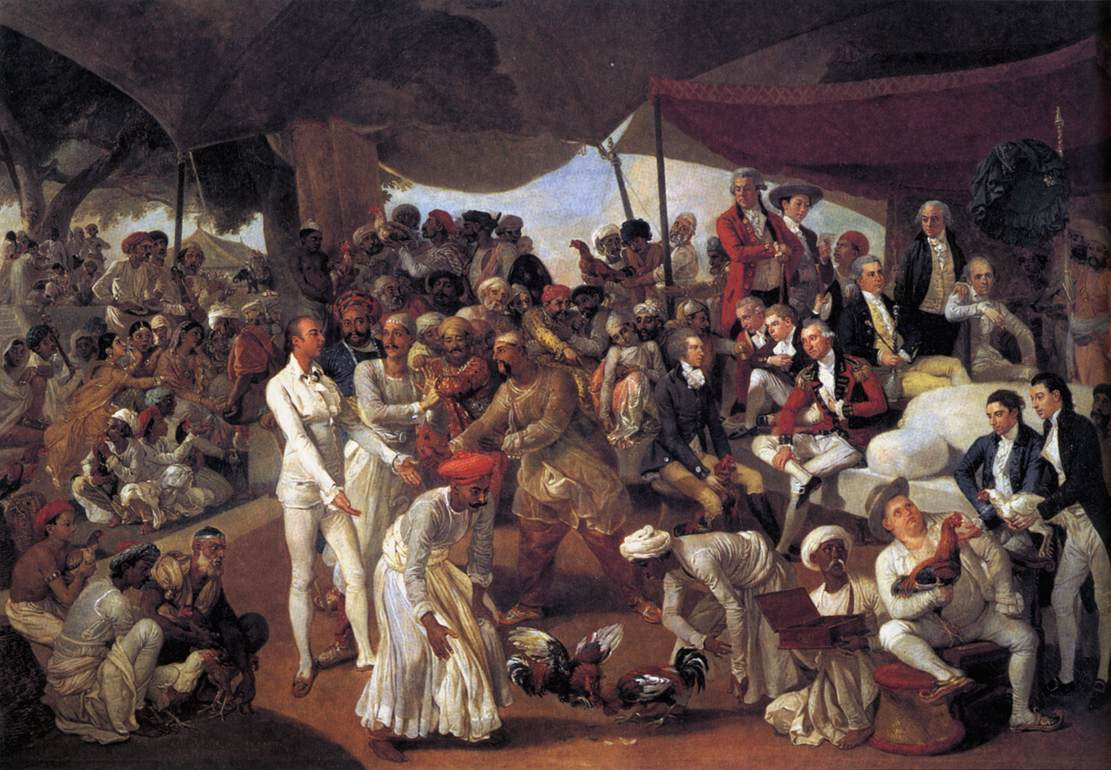
Il combattimento fra galli del col. Mordaunt, di Ozias Humphrey. (Il pittore si è raffigurato in alto a destra)

Dal 1785 al 1787 Ozias viaggiò in India producendo numerose miniature e schizzi. Fu eletto alla Royal Academy of Arts nel 1791 e l'anno successivo divenne Portrait Painter in Crayons to the King (ritrattista a pastello del Re). Gran parte dei suoi numerosi ritratti della famiglia reale si trovano ancora nella Collezione Reale.

### Morte
Perse la vista nel 1797 e morì tredici anni dopo ad Hampstead, a nord di Londra.
La massa delle sue proprietà finì nelle mani del figlio naturale William Upcott, bibliofilo. Da lui il British Museum acquistò un gran numero di pubblicazioni riguardanti il padre. Di Ozias si parla in alcuni scritti di William Hayley.